# گنیچی اندو
گنیچی اندو (انگلیسی: Genichi Endo؛ زادهٔ ۹ سپتامبر ۱۹۹۴) بازیکن فوتبال اهل ژاپن است.